# Eddy Walis
Eddy Walis, geboren als Eduard Weiszfisz (Den Haag, 16 augustus 1900 - Santa Monica, Californië, 19 oktober 1966) was een Nederlandse violist en orkestleider van jazz en populaire muziek, die aanvankelijk in Duitsland en in het toenmalige Tsjechoslowakije optrad, maar daarna in Nederland, Israël en de Verenigde Staten speelde.

## Biografie
Walis werd geboren in Den Haag, waar zijn Joodse ouders vanuit Polen naartoe waren geëmigreerd. Hij studeerde viool aan het Conservatorium van Amsterdam. In de jaren twintig van de twintigste eeuw verhuisde hij naar Berlijn, waar hij als zelfstandig musicus in een cabaret speelde. In 1927 richtte hij zijn eigen 'Jazz Symphony Orchestra' op en met dit orkest heeft hij opnamen met jazz-invloeden gemaakt voor platenmaatschappijen, zoals Audiphon, BuScha, Clangor, Hertie, Phonycord Flexible, Sonora en Tempo.
Van 1927 tot 1932 speelde Walis voornamelijk voor het "Artiphon" label van Hermann Eisner en zijn submerken in Berlijn, waar hij samenwerkte met de koorzanger Eric Helgar (bijvoorbeeld "Kleine Frau warum bist du nicht meine Frau"), Erwin Hartung (bijvoorbeeld "Siboney Rhumba") en Eugen Rex. Con Conway speelde Engelse nummers (bijvoorbeeld "Pardon Me Pretty Baby"). Het Hongaarse duo, Lakos en Mocsanyi, die ook in Berlijn optraden onder de artiestennaam "Two Jazzers", hebben ook met zijn orkest platen gemaakt (bijvoorbeeld "Herr Ober, Zwei Mokka!" of "Das erste Mal fällt dir das Küssen schwer").
Hij nam ook op voor het Tsjechische gezelschap RWHM (Record Werke Hermann Maassen) van Hermann Maassen in Horný Žleb (Duits: Obergrund), waar hij de zangers Karel Hrušky, Jára Pospišil en Jaroslav Zlonický vergezelde. Eddy Walis en zijn orkest speelden, zowel dans- en filmmuziek alsmede opera- en operettemelodieën. Onder de nummers die hij opnam waren de internationale hits "Singin 'in the Rain", "Little Pal", "I'm in the Seventh Heaven","Waiting for You" en "Oh! Mo'nah" en hits uit Duitse geluidsfilms (bijvoorbeeld "Wenn ich Sonntags in mein Kino geh'" (film "Ich bei Tag und du bei Nacht"), of "Was kümmert mich die ganze Welt, wenn mir ein Mädel gefällt" (Film "Das Blaue vom Himmel")).
In Duitsland nam Walis ook platen op voor het label "Brillant". Daar deed hij onder de artiestennaam "Joe London" (bijvoorbeeld "Goodnight Sweetheart"). Hij maakte ook opnames voor Moritz Lewins Berlijnse gezelschap "Lukra", dat gespecialiseerd was in Joodse artiesten met zijn merken "Lukraphon" en "Semer".
In 1932 werd de band ingehuurd door Eddy Walis als huisorkest in het Eden Hotel in Berlijn. Ze verving het orkest van Oscar Joost.
Nadat de Nationaal Socialisten in 1933 in Duitsland de macht grepen, trok Walis zich terug in Nederland. In Rotterdam deed hij gastoptredens in Café Caland, was op de radio in Hilversum en in 1934 in Luxemburg. Gedurende deze tijd trad zijn band op onder namen als "Fantasia Orkest", "Esmeralda Orkest" en "Rosian Orkest". Walis slaagde erin om de pianist Isja Rossican en de trompettiste Clara de Vries als solisten bij zijn orkest te betrekken.
Toen de Duitse Wehrmacht Nederland binnenviel, werd Walis vastgehouden binnen de Amsterdamse Jodenwijk. Daar werkte hij samen met zijn joodse muziekcollega's, de violist Paul Godwin, de trombonist Heinz Lachmann en de pianist Martin Romans. Walis heeft de Shoah overleefd en na het einde van de Tweede Wereldoorlog in 1945 speelde zijn jazzorkest weer op de Hilversumse radio. In 1947 was hij werkzaam in een restaurant te Bussum. In 1952 trad hij op in café "Tifereth" in Jeruzalem (Israël). Daarna verhuisde ging hij voorgoed naar de Verenigde Staten.
- MusicBrainz: df97adc1-2289-4e0b-b929-3f6dbb62f2a5
- Virtual International Authority File: 1419154260640324480001